# Spioni deghizați
Spioni deghizați (engleză Spies in Disguise) este un film de animație 3D din anul 2019 produs de Blue Sky Studios și distribuit de 20th Century Fox. Filmul este regizat de Nick Bruno și Troy Quane, iar distribuția îi aduce laolaltă pe Will Smith și Tom Holland, Reba McEntire, DJ Khaled și nu în ultimul rând interpretul Olly Murs.
Acesta este ultimul film de animație produs de Blue Sky Studios înainte de închiderea sa în 2021 și, de asemenea, singurul film de la Blue Sky Studios și 20th Century Fox după achiziția 21st Century Fox de către The Walt Disney Company și ultimul film de animație folosind numele 20th Century Fox.

## Distribuție
- Will Smith -Lance Sterling[6]
- Tom Holland -Walter Beckett
- Rashida Jones - Marcy Kappel
- Ben Mendelsohn - Killian
- Reba McEntire - Joy Jenkins[7]
- Carla Jimenez - Geraldine[8]
- Olly Murs - Agent Junior #1[9]

## Muzica

### Coloana sonoră
Pe 12 iunie 2018 a fost anunțat compozitorul coliabei sonore a filnului Theodore Shapiro. Casa de discuri care v-a lansa soundtrack'ul este Hollywood Records și Fox Music iar data lansării este 27 Decembrie 2019.